# URGCP-MRPS24
URGCP-MRPS24 (англ. URGCP-MRPS24 readthrough) – білок, який кодується однойменним геном, розташованим у людей на 7-й хромосомі. Довжина поліпептидного ланцюга білка становить 110 амінокислот, а молекулярна маса — 11 754.
| 10         |  | 20         |  | 30         |  | 40         |  | 50         |
| ---------- |  | ---------- |  | ---------- |  | ---------- |  | ---------- |
| MASPGHSDLG |  | EVAPEIKASE |  | RRTAVAIADL |  | EWREMEGDDC |  | EFRYGDGTNE |
| AQDNDFPTGA |  | VLEPRAALRL |  | ARPAHLPGLR |  | QEPGGPSTRK |  | QGGQAGDLRG |
| GTRAALHRPP |  |            |  |            |  |            |  |            |

A: Аланін

C: Цистеїн

D: Аспарагінова кислота

E: Глутамінова кислота

F: Фенілаланін

G: Гліцин

H: Гістидин

I: Ізолейцин

K: Лізин

L: Лейцин

M: Метіонін

N: Аспарагін

P: Пролін

Q: Глутамін

R: Аргінін

S: Серин

T: Треонін

V: Валін

W: Триптофан